# Jääkarhu
Jääkarhu var en finländsk isbrytare som tjänstgjorde från 1926. Fartyget deltog även i det andra världskriget i den finländska marinen. Isbrytarnas räckvidd kunde utökas då man övergick till oljedrift, detta skedde år 1926 med den svenska isbrytaren Atle I och Jääkarhu.
Under den svåra vintern 1929 bad danskarna om assistans från de nordiska länderna. Jääkarhu och Sampo gick ner till de danska sunden för att assistera, tillsammans med de svenska isbrytarna Atle I och Ymer I. Slutligen hyrde danskarna den sovjetiska isbrytaren Lenin själva.
Efter kriget år 1945 gavs isbrytarna Jääkarhu och Voima till Sovjetunionen som krigsskadestånd. Jääkarhu gavs där namnet Sibiryakov.
Ordet "Jääkarhu" betyder "isbjörn". 